# خان حوض سلطان
خان حوض سلطان (بالفارسية: کاروانسرای حوض سلطان) هي خان تاريخية تعود إلى عصر السلالة الصفوية والقاجاريون، وتقع في مقاطعة قم.